# 성리대전
《성리대전》은 성리학을 집대성한 책으로 1415년(영락 13)에 호광(胡廣) 등 42명의 학자가 왕명을 받고 편찬한  70권의 책이다.
이 책은 갑집과 을집으로 나누어 있는데, 1권에서 13권에 이르는 갑집은 태극도, 통서, 서명, 정몽, 황극경세서, 역학계몽, 가례, 율려신서, 홍범확극 등 성리학의 핵심 저작들을 포함하고 있고, 을집은 성리학의 주요 개념과 역사, 인물계보 등에 대한 사항을 사전적으로 기술해 두고 있다.
14권에는 이기에 대한 주제를 태극, 천지, 역법, 천문, 기상, 음양, 오행, 시련, 지리라는 개념을 중심으로 설명하고 있고, 15권은 귀신에 대한 주제로 혼백, 제사, 신기, 생사 등을 다루고 있으며 성리에 대한 주제로 성명, 인성을 설명한다. 16권에서는 성리학에서 말하는 기질지성을, 17권에서는 심성, 정의, 사려를, 18권에서는 도, 이, 덕, 인을 설명한다. 19권에서는 성리학에서는 말하는 인의예지신, 성, 충신, 충서, 공경의 개념을 설명한다.
또한 이 책은 성리학의 역사와 주요 학자를 다루고 있다.

## 한국어 번역
- 심의용·김형석·윤용남·이충구·김재열·윤원현·추기연·이철승·이치억·김현경 옮김, 《성리대전》(1~10), 학고방, 2018년 8월 10일

## 같이 보기
- 주자서절요